# Mareanivka, Novoarhanhelsk
Mareanivka (în ucraineană Мар`янівка) este localitatea de reședință a comunei Mareanivka din raionul Novoarhanhelsk, regiunea Kirovohrad, Ucraina.

## Demografie
Componența lingvistică a localității Mareanivka
     Ucraineană (97,57%)
     Rusă (1,21%)
     Alte limbi (0,81%)
Conform recensământului din 2001, majoritatea populației localității Mareanivka era vorbitoare de ucraineană (97,57%), existând în minoritate și vorbitori de rusă (1,21%).